# Center for the Study of Intelligence
Das Center for the Study of Intelligence (englisch; kurz CSI) ist das Zentrum für Geheimdienstforschung der CIA in Washington D.C., USA.
Das CSI publiziert Dokumente, Monografien, Bücher und ein Vierteljahresheft (Studies in Intelligence) zur Geheimdienstgeschichte. Es liefert Beiträge zur Buchserie Foreign Relations of the United States (FRUS) des US-Außenministeriums und sponsert, neben Konferenzen und Ausstellungen, Kurse durch CIA Officers-in-Residence an US-Universitäten und Colleges sowie Forschungsprojekte.